# جوليا كلير
جوليا كلير (بالفرنسية: Julia Clair)‏ هي متزلجة قفز فرنسية، ولدت في 20 مارس 1994 في سينت ديه دي فوج في فرنسا.

## وصلات خارجية
- جوليا كلير على موقع الاتحاد الدولي للتزلج (القفز التزلجي) (الإنجليزية)
- جوليا كلير على موقع اللجنة الأولمبية الدولية (الإنجليزية)
- جوليا كلير على موقع أوليمبيديا (الإنجليزية)
- جوليا كلير على موقع اللجنة الأولمبية الفرنسية (مؤرشف) (الفرنسية)